# Magnus Eriksson (Fußballspieler)
Magnus Eriksson (* 8. April 1990 in Solna) ist ein schwedischer Fußballspieler. Der Stürmer debütierte 2008 im schwedischen Profifußball und stieg 2011 mit Åtvidabergs FF in die Allsvenskan auf. Im Laufe seiner bisherigen Karriere stand er in seinem Heimatland, wo er zweimal den Meistertitel gewann, Belgien, in China und in den Vereinigten Staaten unter Vertrag. Seit August 2020 spielt er wieder für Djurgårdens IF.

## Werdegang

### Karrierestart in Schweden
Eriksson begann mit dem Fußballspielen in der Jugend von AIK Solna. Dort durchlief er die einzelnen Jugendmannschaften und empfahl sich für die schwedischen Juniorenauswahlen. 2005 debütierte er in der U-15-Auswahlmannschaft an der Seite ebenfalls späterer Profispieler wie Simon Helg, Astrit Ajdarevic, Ivo Pękalski und Jesper Florén. Während er sich einerseits in den nationalen Jugendmannschaften hielt, rückte er 2007 in den Profikader bei AIK auf. In der Allsvenskan blieb er jedoch ohne Spieleinsatz und wurde in der folgenden Spielzeit an den Kooperationspartner Väsby United in die Superettan abgegeben. In der Zweitliga-Spielzeit 2008 lief er in zehn Spielen als Einwechselspieler für den Klub auf, im folgenden Jahr kam er bereits auf 19 Spiele. Während der jeweiligen Saisonvorbereitungen spielte er für AIK und war dabei mehrfach auch als Torschütze erfolgreich.
Die Zweitliga-Spielzeit 2010 brachte für Eriksson bei Väsby United den Durchbruch. Er setzte sich als Stammspieler im Angriff fest und war mit elf Saisontoren – davon zwei per Strafstoß – bester vereinsinterner Torschütze. Dennoch beendete der Klub die Spielzeit auf einem Abstiegsplatz. Trotz der gezeigten Torgefahr zeigte AIK kein Interesse, den Spieler zu halten, der sich daraufhin dem Zweitligisten Åtvidabergs FF mit einem Zwei-Jahres-Vertrag anschloss. Dort knüpfte er an seine Leistung des Vorjahres an. In allen 30 Saisonspielen auf dem Spielfeld erzielte er 15 Tore. Als drittbester Schütze der Spielzeit 2011 war er somit an der Seite von Daniel Hallingström, Kristian Bergström und Jesper Arvidsson maßgeblich an der Zweitligameisterschaft und dem damit verbundenen direkten Wiederaufstieg des Klubs in die höchste Spielklasse beteiligt. Auch in der ersten Liga erwies er sich als torgefährlicher Stürmer und platzierte sich mit zehn Torerfolgen bis Mitte August unter anderem hinter seinem Mannschaftskameraden Viktor Prodell unter den ersten fünf Spielern der Torschützenliste der Allsvenskan-Spielzeit 2012. Parallel hatte er sich für die schwedische U-21-Auswahl empfohlen, Auswahltrainer Håkan Ericson setzte ihn bei der 0:6-Niederlage gegen die Ukraine im Rahmen der Qualifikation zur U-21-Europameisterschaft 2013 Ende Mai 2012 erstmals ein.

### Wechsel ins Ausland und Rückkehr mit zwei Meistertiteln
Eriksson hatte auch außerhalb der Landesgrenzen auf sich aufmerksam gemacht. Knapp eine Woche vor Ende der Sommertransferperiode verließ er sein Heimatland und schloss sich dem belgischen Klub KAA Gent in der Ersten Division an. Bei seinem neuen Arbeitgeber unterzeichnete er einen Vertrag mit Vier-Jahren Laufzeit, der eine Beteiligung von Åtvidabergs FF an einem Weiterverkauf beinhaltet. Bis zur Winterpause konnte er sich jedoch nicht etablieren, unter Trainer Bob Peeters absolvierte er lediglich vier Spieleinsätze in der Ersten Division.
Mitte Januar 2013 kehrte Eriksson nach nur einem halben Jahr im Ausland in sein Heimatland Schweden zurück. Beim Erstligisten Malmö FF unterzeichnete er einen Vier-Jahres-Vertrag. Am Ende der Spielzeit 2013 gewann er mit der Mannschaft den Meistertitel, mit elf Saisontoren hatte er entscheidend dazu beigetragen. Im Sommer des folgenden Jahres erreichte er mit dem Klub erstmals in der Vereinsgeschichte die Gruppenphase der UEFA Champions League. Wenngleich die Mannschaft um Markus Rosenberg, Pa Konate, Robin Olsen, Anton Tinnerholm und Enock Kofi Adu als Gruppenletzter aus dem Wettbewerb ausschied, verteidigte sie ihren in der Meisterschaft.

### Nationalspieler, Wechsel nach China und die Rückkehr
Am 17. Januar 2014 kam Erikson im Freundschaftsspiel gegen die Moldau (2:1) in Abu Dhabi erstmals für die Nationalmannschaft Schwedens zum Einsatz. Auf seinen nächsten Einsatz musste er aber sieben Jahre warten. Erst am 9. Oktober 2021 wurde er im WM-Qualifikationsspiel gegen das Kosovo wieder eingesetzt, allerdings erst in der 90. Minute.
Im Dezember 2014 einigten sich Malmö FF und der chinesische Klub Guizhou Renhe F.C. über einen Wechsel Erikssons zum Jahreswechsel. Nach nur einem halben Jahr und sieben Einsätzen in der Super League wechselte er im Juli zum dänischen Verein Brøndby IF, mit dem er die Vizemeisterschaft erringen konnte. Nach nur einer Saison verließ Erikson den Verein wieder und kehrte zu Djurgårdens IF in seine Heimat Schweden zurück. In seiner zweiten Saison wurde er mit 14 Treffern Torschützenkönig in der Allsvenskan. Danach wechselte er in die USA zu den San Jose Earthquakes. Nach drei Spielzeiten in der Major League Soccer kehrte er nach Stockholm zurück.

## Erfolge
- Schwedischer Meister: 2013, 2014
- Schwedischer Pokalsieger: 2018
- Torschützenkönig der Allsvenskan: 2017